# Буйнув
Буйнув (пол. Bujnów) — село в Польщі, у гміні Злочев Серадзького повіту Лодзинського воєводства.
Населення — 229 осіб (2011).
У 1975-1998 роках село належало до Серадзького воєводства.

## Демографія
Демографічна структура станом на 31 березня 2011 року:
|          | Загалом | Допрацездатний вік | Працездатний вік | Постпрацездатний вік |
| -------- | ------- | ------------------ | ---------------- | -------------------- |
| Чоловіки | 108     | 18                 | 74               | 16                   |
| Жінки    | 121     | 28                 | 66               | 27                   |
| Разом    | 229     | 46                 | 140              | 43                   |